# Ширяш кримський
Ширя́ш кри́мський, Ерему́р кри́мський (Eremurus tauricus) — багаторічна рослина родини асфоделових. Вид занесений до Європейського червоного списку і Червоної книги України. Декоративна культура.

## Опис
Трав'яниста рослина заввишки 120–150 см, геофіт. Корені потовщені, мичкуваті. Стебла поодинокі або нечисленні, прямостоячі, безлисті, циліндричні, завтовшки до 1 см. Листки зібрані у прикореневі розетки, широколінійні, до 60 см завдовжки, до 3 см завширшки, по краю гладенькі або шорсткі. Суцвіття — верхівкова, довга, багатоквіткова, циліндрична китиця, завдовжки 30-80 см. Квітки з широкодзвоникуватою оцвітиною, білі. Плід — поперечнозморшкувата коробочка. Насіння темно-сіре.

## Екологія та поширення
Рослина світлолюбна, посухостійка. Зростає у біоценозах, де конкуренція з боку інших рослин послаблена: соснових і світлих листяних лісах, заростях ялівцю, на відслоненнях вапняків, сланців, кам'янистих осипах. Висотний діапазон становить 500–1200 м над рівнем моря.
Квітне у травні-липні, плодоносить у червні-серпні. Розмножується насінням й вегетативно (кореневищем).
Вузький ареал еремура кримського включає лише Кримський півострів і невеликі ділянки в Західному Закавказзі та поблизу Новоросійська. Таким чином, цю рослину можна вважати ендеміком Східного та Північного Причорномор'я.

## Значення і статус виду
Відтворенню еремура кримського перешкоджають природні фактори (низька конкурентна здатність, приуроченість до перехідних ценозів, вузька екологічна амплітуда), підсилені сильним антропогенним тиском. Внаслідок цього чисельність виду постійно скорочується. Для збільшення розміру популяцій потрібна сувора заборона на терасування схилів, їх заліснення, збирання квітів і викопування рослин. Рослина охороняється в Ялтинському гірсько-лісовому, Карадазькому та Кримському заповідниках, причому в останньому утворює великі скупчення.
Вид має високі декоративні якості, хоча мало відомий широкому загалу садівників. В Україні побачити еремур кримський можна в колекції Нікітського ботанічного саду.